# EPMD
EPMD é um grupo americano de hip hop de Brentwood, Nova Iorque. O nome do grupo é um acrônimo para "Erick and Parrish Making Dollars" (Erick e Parrish Fazendo Dólares), e mais tarde "Erick & Parrish Millennium Ducats", em referência aos seus membros, rappers Erick Sermon ("E") e Parrish Smith ("PMD"). O grupo tem estado ativo nos últimos 20 anos, e é um dos mais proeminentes grupos de hip-hop da costa leste americana. Diamond J, DJ K La Boss e DJ Scratch foram os DJs do grupo.
A palavra "business" (negócios) é usada em todos os títulos dos álbuns. Todo álbum tem uma canção chamada "Jane" ou uma referência a esta personagem.

## História

### Início:1987–1993
O primeiro álbum do grupo EPMD, Strictly Business, foi lançado em 1988, que apresentava o sucesso "Strictly Business" baseada em um sample da versão de Eric Clapton para a canção "I Shot the Sheriff" de Bob Marley. Muitos críticos citam este primeiro álbum como sendo o mais influente do grupo. A mistura de funk com hip-hop contrastava com outros grupos do gênero que usavam mais samples de disco. EPMD baseava sua música principalmente entre o funk e o rock, popularizando seu uso, juntamente com Marley Marl e Public Enemy. "You're a Customer" combinava partes de "Fly Like an Eagle" de Steve Miller e "Jungle Boogie" de Kool & the Gang, além da linha de baixo de "Cheap Sunglasses" do grupo ZZ Top. "Jane", que fala sobre um relacionamento romântico que não acaba bem, seria revisitada em nada menos que 5 continuações. "You Gots to Chill" usava a base de "More Bounce to the Ounce" do grupo de funk dos anos 1980 Zapp, que acabaria se tornando um dos samples mais usados no hip-hop. "I'm Housin'" ganhou uma cover, 12 anos mais tarde, da banda Rage Against the Machine. Gerenciado no princípio pela agência de Russell Simmons: RUSH Management, o grupo fez turnês com as lendas do hip-hop: Run-DMC, Public Enemy, N.W.A e DJ Jazzy Jeff & the Fresh Prince.

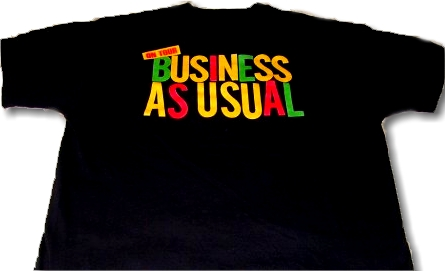
Camiseta promocional do EPMD do seu álbum de 1990 Business as Usual.

EPMD assinou contrato com a Sleeping Bag Records/Fresh Records, que lançou seu álbum de estréia, Strictly Business, através do pioneiro Kurtis Mantronik. Impulsionado por singles muito populares ("You Gots to Chill" e a faixa-título), o álbum foi certificado Ouro (veja RIAA), vendendo mais de 500.000 cópias, assim como o disco seguinte de 1989, Unfinished Business. Frustrações financeiras se seguiram quando a Sleeping Bag fechou as portas em 1992. Os dois álbuns de EPMD e o álbum de estréia do grupo Nice & Smooth foram adquiridos pela Priority Records antes do selo ser vendido para a Warlock Records. O contrato da dupla foi transferido para a Def Jam Recordings. EPMD retornou em 1990 com Business As Usual e Business Never Personal dois anos mais tarde. Por volta de 1992, o grupo se junta a uma extensa família, chamada Hit Squad, que incluía Redman, K-Solo, Das EFX, Hurricane G e Knucklehedz.
Em 1992, EPMD obteve grande sucesso com "Crossover", que lamentava que rappers faziam concessões ao pop no sentido de ganhar atenção da mídia e do público.
A dupla se separou em Janeiro de 1993, sob circunstâncias controversas. De acordo com entrevistas para as revistas The Source e Rap Pages, no final de 1991, a casa de Smith foi invadida por estranhos armados. De acordo com Smith, posteriormente as investigações, Sermon tinha pago bandidos para praticar tal invasão. Sermon foi preso e interrogado, mas não houve nenhum indício confirmado. Sermon estreou em 1993 com No Pressure, seguido por Double or Nothing de (1995), Def Squad Presents Erick Onasis (2000), Music (2001) e React (2002). Smith lançou em 1994 Shade Business, seguido por Business Is Business em 1996.

### Reunião:1997–2004
O grupo se reuniu em 1997, gravando o álbum Back in Business. Sermon lançou um álbum com Redman e Keith Murray com o nome de Def Squad em 1998:  El Niño que foi certificado Ouro naquele mesmo ano. Out of Business foi lançado em 1999 em formato CD e em uma edição limitada em CD duplo. A versão dupla continha material novo e novas versões de antigos sucessos. Smith lançou The Awakening (2003) por seu próprio selo Hit Squad e Sermon lançou Chilltown, N.Y. (2004) pela Motown Records. Uma compilação foi lançada em 2004 pela Nervous Recordings (incluindo uma faixa inédita de EPMD).

### Presente
O grupo se reuniu com DJ Scratch (N.W.A. and the Posse) para se apresentar ao vivo na turnê Rock the Bells Tour em Nova Iorque em 14 de Outubro de 2006 no B.B. King Blues Club & Grill, o primeiro show na cidade em oito anos. A turnê também contou com as presenças de ex-membros do Hit Squad: Keith Murray, Das EFX e Redman.
Dois meses mais tarde, EPMD e Keith Murray lançam uma nova canção, "The Main Event," produzido por DJ Knowhow. Em Março de 2007 edição da revista sueca de hip-hop Quote, Erick Sermon e Parrish Smith falam sobre os planos de gravar juntos novamente. Em recente turnê, o grupo anunciou que estava trabalhando em um novo álbum, chamado inicialmente de We Mean Business.
Em 27 de Junho de 2007, o grupo no programa Rap City da BET. Novo single de EPMD, "Blow", foi lançado em vinil pela Unique Distribution durante Agosto de 2007. No mesmo mês, a dupla faz uma série de apresentações, incluindo "Rock the Bells Tour" com Rage Against The Machine, Wu-Tang Clan, Cypress Hill, Mos Def e outros.
Em Junho de 2008, durante entrevista para a HipHopGame, Erick e Parrish confirmam que We Mean Business série lançado em 9 de Setembro. Posteriormente esta data foi postergada para 9 de Dezembro de 2008. Participam do novo álbum Mobb Deep, Redman, KRS-One, Raekwon e M.O.P..

## Discografia

### Álbuns
| Ano                                                         | Álbum                   | Posição na parada | Posição na parada      | Posição na parada |
| Ano                                                         | Álbum                   | Billboard 200     | Top R&B/Hip-Hop Albums |                   |
| ----------------------------------------------------------- | ----------------------- | ----------------- | ---------------------- | ----------------- |
| 1988                                                        | Strictly Business       | 80                | 1                      |                   |
| 1989                                                        | Unfinished Business     | 53                | 1                      |                   |
| 1990                                                        | Business as Usual       | 36                | 1                      |                   |
| 1992                                                        | Business Never Personal | 15                | 5                      |                   |
| 1997                                                        | Back in Business        | 16                | 4                      |                   |
| 1999                                                        | Out of Business         | 13                | 2                      |                   |
| 2008                                                        | We Mean Business        | -                 | 42                     |                   |
| "—" demonstra que o álbum não alcançou posição nesta parada |                         |                   |                        |                   |